# Bordes-Uchentein
Bordes-Uchentein község Franciaország Okcitánia régiójában, Ariège megyében. Új községként 2017. január 1-jén jött létre két korábbi község: Les Bordes-sur-Lez és Uchentein egyesítésével. Lakosainak száma 216 fő (2022. január 1.).

## Népesség
| Lakosok száma | 182  | 174  | 186  | 199  | 212  | 213  | 216  |
|               | 2015 | 2017 | 2018 | 2019 | 2020 | 2021 | 2022 |